# Abbazia d'En-Calcat
L'abbazia di San Benedetto d'En-Calcat è un'abbazia benedettina della Congregazione sublacense, presso Dourgne (Tarn, Francia).